# مجلس الإعلام السكاني
مجلس الاعلام السكاني هي منظمة عالمية غير ربحية، أسسها بيل ريرسون في 1998. يقع مقر المنظمة في ساوث بيرلينغتون، فيرمونت- الولايات المتحدة الأمريكية.
| الشعار           | العمل للتغيير                                         |
| سنة التأسيس      | 1998                                                  |
| الهدف            | ترفيه-تعليم للوصول إلى تطور و تنمية عالمية            |
| الموقع           | ساوث بيرلينغتون، فيرمونت- الولايات المتحدة الأمريكية. |
| الموقع الإكتروني | https://www.populationmedia.org/                      |

صرحت المنظمة ان رؤيتها هي الوصول إلى عالم مستدام ذو حقوق متساوية للجميع.
تعمل المنظمة على تنفيذ مهمتها من خلال توظيف الترفيه-التعليم و وسائل الإعلام العامة لتعزيز التغيير الثقافي و الاجتماعي من خلال مخاطبة المشاكل و العواقب المتداخلة التي تواجهها الفتيات و النساء في ممارسة حقوقهن, بالإضافة إلى المشاكل البيئية و سكانية.  تنص أهداف المنظمة على تمكين الناس للوصول إلى حياة أكثر صحة و ازدهارا، بالإضافة إلى تحقيق الاستقرار في سكان العالم، لتصل إلى درجة يستطيع فيها الناس ان يعيشوا بطريقة مستدامة من خلال الموارد المتجددة في العالم. قامت المنظمة بايجاد منتجات ترفيهية و حملات داعمة مبنية على النظريات التي تستند على نظرية التغيير و المنهجية الخاصة بالترفيه. كلاهما متأصل في المقاربة الاصلية لميغيل سابيدو للترفيه والتعليم. تعمل المنظمة على تغيير المواقف والسلوكيات والمعرفة والقواعد الاجتماعية المتعلقة بمهمتها وغيرها من الاحتياجات الاجتماعية والصحية المعمول بها من الجماهير التي تستهلك الترفيه. لقد أثبتت المنهجية بشكل علمي أنها تؤدي إلى تغيير السلوك على نطاق واسع في العديد من البلدان حيث تم تطبيقها، وقد تم نشرها على نطاق واسع من قبل عضو مجلس إدارة والمستشار السابق دايفيد بوينديكستار .
منذ إنشائها ، بثت المنظمة انتاجاتها في:
- الأرجنتين
- بوليفيا
- البرازيل
- بوركينا فاسو
- بوروندي
- تشيلي
- كولومبيا
- كوستا ريكا
- كوت ديفوار
- جمهورية الكونغو الديموقراطية
- جمهورية الدومنيكان
- شرق الكاريبي
- الإكوادور
- السلفادور
- أثيوبيا
- غواتيمالا
- هايتي
- هندوراس
- جامايكا
- قرغيزستان
- مالي
- المكسيك
- نيكاراغوا
- النيجر
- نيجيريا
- بابوا
- غينيا الجديدة
- بناما
- باراغواي
- بيرو
- الفلبين
- بورتوريكو
- رواندا
- السنغال
- سيرا
- ليون
- جنوب أفريقيا
- السودان
- سوازيلاند
- الولايات المتحدة
- أوروغواي
- فنزويلا
- فيتنام